# روري دامس
روري دامس (بالإنجليزية: Rory Dames)‏ هو لاعب كرة قدم ومدرب كرة قدم أمريكي، ولد في 10 فبراير 1973 في شيكاغو في الولايات المتحدة. لعب مع Rockford Raptors ‏.

## وصلات خارجية
- روري دامس على موقع قاعدة بيانات كرة القدم.إي يو (الإنجليزية)
- روري دامس على موقع عالم كرة القدم.نت (الإنجليزية)